# Masdevallia fosterae
Masdevallia fosterae är en orkidéart som beskrevs av Carlyle August Luer. Masdevallia fosterae ingår i släktet Masdevallia och familjen orkidéer. Inga underarter finns listade i Catalogue of Life.